# Joan Castro
Joan Sebastián Castro Dinas (Palmira, 13 gennaio 1997) è un calciatore colombiano, difensore dell'Atlético Nacional in prestito dal La Equidad.

## Caratteristiche tecniche
È un terzino destro.

## Carriera

### Nazionale
Con la nazionale Under-20 colombiana ha preso parte al campionato sudamericano 2017.

## Palmarès
- Copa Colombia: 1

Atlético Nacional: 2024